# Királyi Lyceum-nyomda

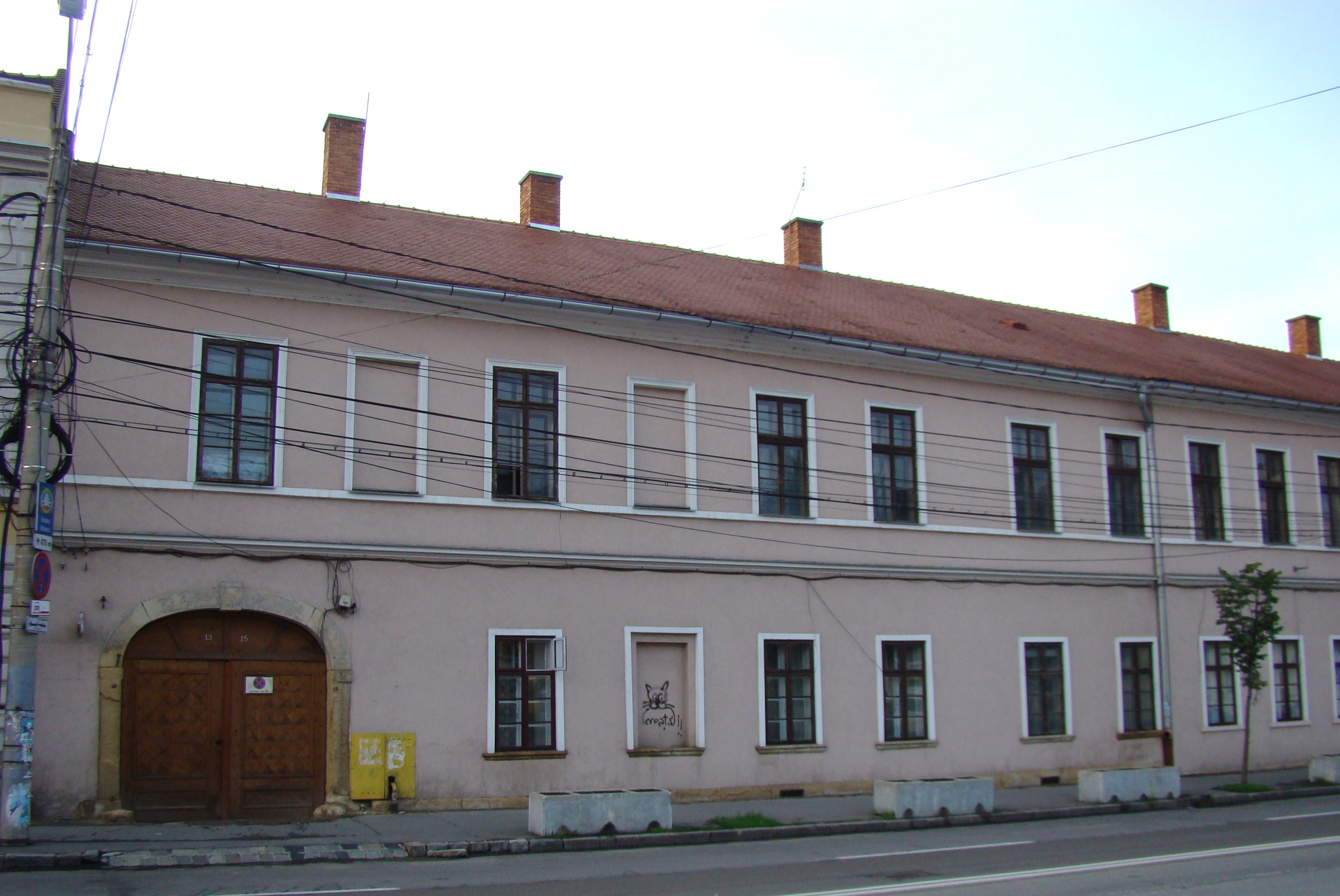
A nyomda épülete az 1830-as évektől

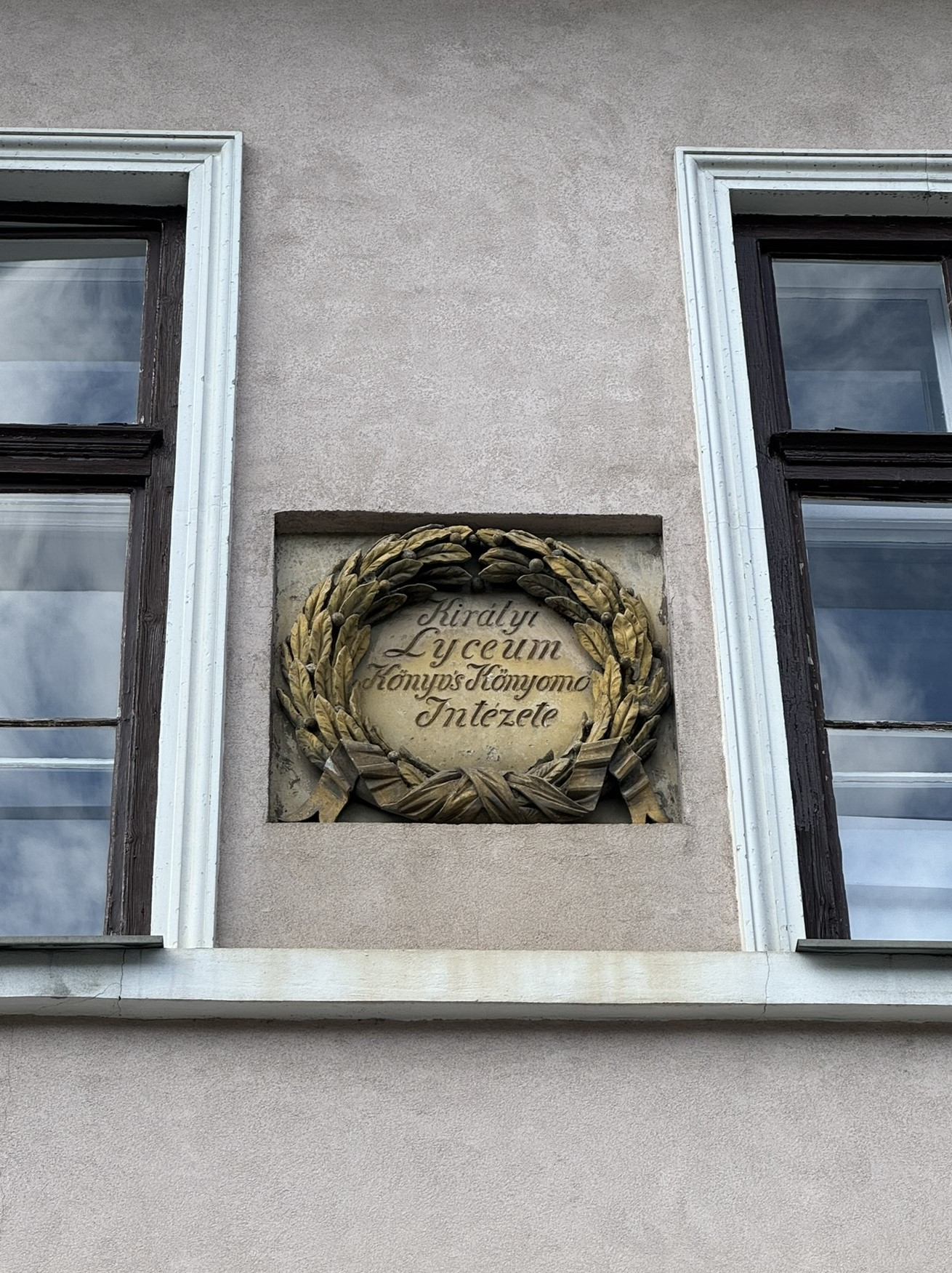
Királyi Lyceum Könyv 's Kőnyomó Intézete

A kolozsvári Királyi Lyceum-nyomda a város piarista líceumának az intézménye volt 1812 és 1884 között.

## Története
1809-ben ifjabb Martin Hochmeister nagyszebeni nyomdász kolozsvári nyomdáját a piarista líceumnak adományozta. 1812-ben (más források szerint 1829-ben) a tanintézet megvásárolta a jezsuita akadémia nyomdájának felszerelését is. 1815. július 28-án a líceum nyomdája kiváltságot kapott I. Ferenc császártól az erdélyi római katolikus tanintézet összes tankönyvének nyomtatására.
A líceum 1821-ben és 1827-ben telket vásárolt a Külső-Torda utcában (ma Avram Iancu utca), ahol 1829–1832 között önálló épületet emeltek a nyomdának.
1832-ben a nyomda litográfiai berendezést vásárolt; ez volt a város első kőnyomdája. 1834-ben 4 szedő és 5 nyomtató dolgozott benne; 1835-ben 3 szedő, 3 nyomtató; 1836-ban 4 szedő, 3 nyomtató; 1837-ben 4 szedő, 4 nyomtató; 1838–41 között 5 szedő, 4 nyomtató, 1842-ben 6 szedő, 6 nyomtató; 1843–44-ben 9 szedő, 6 nyomtató; 1848-ban 6 szedő, 2 nyomtató.
1849. február 5-én a nyomda a kormány rendeletére Bartók Lukács vezetésével, 11 munkással és 3 sajtóval Debrecenbe költözött, és júniusig, a kormány Pestre költözéséig itt jelentették meg a kormány rendeleteit. Magyarország függetlenségi nyilatkozatát is a líceumi nyomda betűivel nyomtatták. Ebben az időszakban az impresszuma a következő volt: „Nyomatik a Kolozsvárról ideiglenesen Debreczenben áttett nyomdában.”
1872-től a nyomdát K. Papp Miklós vette bérbe tíz évre, és a Magyar Polgár című politikai lap kiadására használta. 1881-től Békésy Károly, a Kolozsvári Közlöny tulajdonosa és szerkesztője bérelte. 1884-től a líceumi nyomda elhagyatottan állt, 1889-ben a használhatatlan berendezéseket és a névhasználati jogot Burckhardt Ágoston vásárolta meg.

## Vezetői
A nyomda igazgatója 1846-ig a líceum tanárai közül került ki, a szakmai vezetést azonban nem ő látta el.
| Időszak   | Igazgató           | Nyomdavezető                          |
| --------- | ------------------ | ------------------------------------- |
| 1809–1812 | Gegő József Adolf  |                                       |
| 1813–1831 | Koros Imre         | Török István (1831-től)               |
| 1832–1834 | Buzna Lázár        | Török István                          |
| 1835–1841 | Bonda Benedek      | Török István (1837-ig), Bartók Lukács |
| 1842–1846 | Lezó Ferencz Xaver | Bartók Lukács                         |
| 1846–1868 | Szentpéteri Imre   | Bartók Lukács                         |
| 1868–1871 | Finály Henrik      | Bartók Lukács                         |